# Битка при Братислава
Битката при Братислава (или Пресбург) включва 3 битки при Брезалауспурк (днес Братислава, Словакия) на 4 – 5 юли и 9 август 907 година. Баварският маркграф е победен от маджарите.

## Битка
Маркграф Луитполд Баварски събира армия и се опитва да спечели решителна победа над маджарите, които са унищожили славянската държава Великоморавия и застрашават други държави в региона. Баварската армия е разделена на 3 бойни групи. Те са победени при замъка Братислава, а голяма част от армията на Луитполд е унищожена. В баварските жертви влизат маркграфът, 3 епископи и 19 барони.

## Последици
След това унгарските племена са свободни да ограбват цялата област Остмарк и остатъка от Великоморавия. Унгарската опасност е спряна през 955 година, когато Отон I печели решителна победа в битката при Лех, която донася стабилност за германските земи.